# いいむろなおき
いいむろ なおき（11月11日 - ）は、日本のマイム俳優・演出家・振付家。いいむろなおきマイムカンパニー主宰。兵庫県在住。

## 来歴
人形劇団を主宰する両親のもと、幼少期から舞台を観る機会に多く恵まれ育つ。兵庫県立宝塚北高等学校演劇科在学中に「マイムの神様」と呼ばれるマルセル・マルソーの日本公演を見て衝撃を受け、翌日からフランス語の勉強を始める。高校卒業後、1991年渡仏。パリ市マルセル・マルソー国際マイム学校入学。1994年同学校卒業後、ニデルメイエ国立音楽院コンテンポラリーダンス科最上級クラス入学。翌年、審査員全員一致による金賞で首席卒業。フランスと日本でマイム、パントマイム、ダンスなどの公演活動やワークショップを行う。
1998年、拠点をフランスから日本に移し、「いいむろなおきマイムカンパニー」の名称で国内でのソロ活動を始める。2002年、ソロ活動と並行して自身が作・演出・振付・主演を務める集団マイム劇の創作・上演を開始。舞台公演、ワークショップや外部指導、マイム演出、海外フェスティバルへの参加等をおこなっている。
2005年、平成17年度「文化庁新進芸術家海外留学制度研修員」として渡仏、3か月間パリで再びマイム研修を受ける。

## 受賞歴
- 2000年 平成12年度大阪府舞台芸術奨励新人
- 2000年 平成12年度大阪文化祭賞受賞
- 2004年  韓国・春川国際マイムフェスティバル「第1回トッケビ・ナンジャン・アワード」受賞
- 2009年 第3回世界デルフィックゲーム大会[即興マイム部門]金メダル受賞
- 2009年 神戸ビエンナーレ2009「大道芸コンペティション部門」特別賞受賞
- 2011年 平成23年度兵庫県芸術奨励賞受賞
- 2019年 第8回 KOBE ART AWARD 大賞受賞

## 主な舞台
[作・演出・振付・主演作品]
- ソロ短編作品集『眩暈、あるいは机上における孤独な創作について』（1998年）
- ソロ短編作品集『マイムの時間』（1999年初演、以降再演多数）
- ソロ短編作品集『マイムノココロミ』（2000年）
- ソロ公演『ソウゾウスルカラダ』（2002年）
- 『オボロゲナキオク -réminiscence- 』（2003年/いいむろなおきマイムカンパニー）
- 『M! -マイムトマリオネットのアンサンブル- 』（2003年/出演：いいむろなおき・飯室康一）
- 『アンバランス -unbalance-』（2004年/いいむろなおきマイムカンパニー）
- 30人の集団マイム劇『guest』（2005年/いいむろなおきマイムカンパニー）
- 『contact』（2006年/いいむろなおきマイムカンパニー）
- 『from the notebook』（2007年/いいむろなおきマイムカンパニー）
- 『Yのフーガ』（2008年）
- 『follow the arrows フォロー・ジ・アローズ 〜矢印の方へ〜』（2008年/いいむろなおきマイムカンパニー）
- 『ゾウをのみこんだウワバミの絵』【マイム meets フランス文学】創造人材育成ワークショップ大阪 発表公演(2008年）※再演：2024年AI・HALL[5]
- 『Waiting ~とりあえず、黙って待ってみる…~』（2010年/いいむろなおきマイムカンパニー）
- 『Yのフーガ11′』 原作：稲垣足穂「一千一秒物語」より（2011年）
- 『黙劇le petit prince 小王子奇遇物語』マカオ公演（2011年）
- 『DIVISION POINT -分岐点-』（2012年初演/いいむろなおきマイムカンパニー）※再演：2013年こまばアゴラ劇場、2016年兵庫県立芸術文化センター
- ソロ短編作品集『マイムの時間2」（2013年初演、以降再演多数）
- いいむろなおき×長谷川寧 ArCairo 『Phantom Form, Invisible Move』 (2015年)
- 『doubt -ダウト-』（2016年初演/いいむろなおきマイムカンパニー）※再演：2017年こまばアゴラ劇場、2018年兵庫県立芸術文化センター、2023年扇町ミュージアムキューブ[6]
- 『butterfly effect -バタフライエフェクト-』（2017年/いいむろなおきマイムカンパニー）
- 『走れ！走れ！！走れ！！！』（2017年初演/いいむろなおきマイムカンパニー）※再演：2018年吹田メイシアター、2019年茨木市市民総合センター、2020年長浜文化芸術会館、2022年豊中市立ローズ文化ホール、2023年姫路キャスパホール
- 『オリンピアの夢』（2018年初演/いいむろなおきマイムカンパニー）※再演：2021年兵庫県立尼崎青少年創造劇場ピッコロシアター
- 『かえるの？王子さま』 (2019年初演/いいむろなおきマイムカンパニー）※再演：2021年、2022年伊丹市立演劇ホールAI HALL、2022年姫路キャスパホール、2023年ノビアホール
- 『夢みる旅人』 (2023年初演/いいむろなおきマイムカンパニー）

[振付・ステージング・マイム指導]
- 兵庫県立ピッコロ劇団『長ぐつをはいたネズミ、あるいは放課後の時間割』（2004年）
- 兵庫県立ピッコロ劇団『ピッコロ版銀河鉄道の夜』 (2011年）
- OSK日本歌劇団『レビュー in Kyoto』 (2013年）
- 兵庫県立ピッコロ劇団『海賊、森を走ればそれは焰……―九鬼一族流史―』(2014年)
- ライブスペクタクル『NARUTO-ナルト-』マイム振付・指導 (2015年、2016年）
- 『ALL OUT!! THE STAGE』演出協力・マイム指導 | 演出：西田シャトナー（2017年）
- 『Amazing Performance W3（ワンダースリー）』振付 | 原作：手塚治虫、演出：ウォーリー木下[7](2017年）
- アイホールがつくる「伊丹の物語」プロジェクト 『さよなら家族』マイム指導（2017年）
- 舞台『刀剣乱舞』悲伝 結いの目の不如帰[8]マイム指導 | 脚本・演出：末満健一（2018年）
- MONO『その鉄塔に男たちはいるという+』マイム指導 | 演出：土田英生（2020年）
- 音楽劇『プラネタリウムのふたご』マイム指導 | 演出：ウォーリー木下 (2021年）

[出演作品]
- 『素浪人ワルツ』主演 | 作・演出：ウォーリー木下 (2010年）
- 『曽根崎心中』出演 | 主演：山内惠介・高橋ユウ（2013年）
- 『PERSONA3 the Weird Masquerade 〜青の覚醒〜』マイム振付・指導・出演（2014年）
- 『La Vie 彼女が描く、絵の世界』マイム振付・指導・出演 | 主演：大空祐飛（2014年）
- 『PERSONA3 〜群青の迷宮〜』マイム振付・指導・出演（2014年）
- 綺譚『桜の森の満開の下』〜藤間勘十郎文芸シリーズ其の壱〜 出演 | 構成・演出・振付・音楽：藤間勘十郎、出演：中川晃教・市川ぼたん・いいむろなおき（2014年、2015年）
- 『PERSONA3 the Weird Masquerade 〜蒼鉛の結晶〜』マイム振付・指導・出演（2015年）
- 『死刑執行中脱獄進行中』[9]出演 | 原作：荒木飛呂彦、演出：長谷川寧、主演：森山未來（2015年）
- 『PERSONA3 最終章〜藍の誓約/碧空の彼方へ〜』マイム振付・指導・出演（2017年）
- ストレンジシード静岡2019『スはストレンジのス』マイム振付・指導・出演 (2019年）
- ストレンジシード静岡 コアプログラム『χορός／コロス』 振付・演出・出演 | 演出：ウォーリー木下（2023年）
- 『素浪人ワルツ2023』主演 | 作・演出：ウォーリー木下（2023年）[10][11][12]
- ノンバーバルシアター『ギア -GEAR-』マイムパート 出演（2012年〜無期限ロングラン中）
- 『東京2020パラリンピック開会式』出演
- 『ハムレット』出演 | 主演・柿澤勇人 | 演出：吉田鋼太郎（2024年）[13]

## 海外フェスティバル・公演
- 『Pantomime in Bangkok』（タイ・バンコク）招聘（2002年/2003年/2004年）
- 『韓国春川国際マイムフェスティバル」招聘（2003年/2004年/2009年）
- 『韓国仁川国際クラウンマイムフェスティバル』招聘（2003年/2005年）
- 『韓国釜山国際演劇祭』招聘（2004年/2006年）
- 『韓国密陽夏季公演芸術フェスティバル』招聘（2006年）
- 『韓国全国演劇コンクール』招聘（2009年）
- 『韓国春川国際演劇祭』招聘（2009年）*素浪人ワルツ公演事務局/上演作品「素浪人ワルツ」（作・演出:ウォーリー木下）
- 『第3回世界デルフィックゲーム大会』【即興マイム部門】参加 金メダル受賞 （2009年）[14]
- 『韓国ソウルフィジカルシアター・フェスティバル』招聘（2009年/2010年/2013年）
- 『韓国釜山国際演劇祭』招聘 （2010年）*素浪人ワルツ公演事務局上演作品「素浪人ワルツ」（作演出：ウォーリー木下）
- ソロ公演『マイムの時間』ベトナム公演 | 国際交流基金招聘（2010年：ハノイ・フエ）
- ソロ公演『マイムの時間』アジアツアー | 国際交流基金招聘（2011年：ベトナム・フィリピン）
- 『黙劇le petit prince ゾウをのみこんだウワバミの絵』マカオレジデンス製作公演| 澳門文化中心招聘（2011年：マカオ）
- 『韓国金泉家族演劇祭』招聘（2013年）
- ソロ公演『マイムの時間2』アジアツアー| 国際交流基金招聘（2013年：ベトナム・フィリピン）
- 『韓国大田ARTマイムフェスティバル』招聘（2017年）
- ソロ公演『マイムの時間』韓国亀尾公演 | 「アジア演劇祭」招聘（2018年）
- 『KonRak Mime Festival』招聘（2018年：タイ・バンコク）
- マイムワークショップ発表公演『韓・日、マイムでつなぐ』レジデンス製作指導 |小劇場GONGTEODA招聘（2019年）
- ソロ公演『マイムの時間2』韓国亀尾公演 | 「アジア演劇祭」招聘（2022年）

## 映画
[出演作品]
- 『I AM JAM ピザの惑星危機一髪！』[15]監督：辻凪子(2022年)[16]